# مارخو اسخارتن-آنتینک
مارخو اسخارتن-آنتینک (هلندی: Margo Scharten-Antink; ۷ سپتامبر ۱۸۶۸ – ۲۷ نوامبر ۱۹۵۷) شاعر زن اهل هلند بود.
از افتخارات وی میتوان به کسب مدال برنز آثار حماسی در بخش مسابقات هنری بازی‌های المپیک تابستانی ۱۹۲۸ اشاره کرد.